# アムストラッド

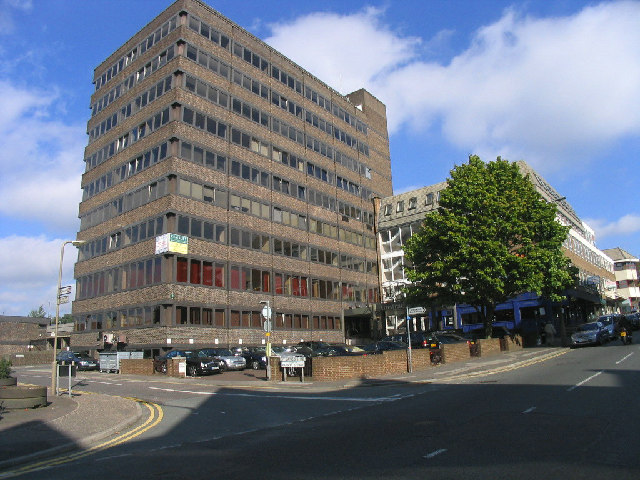
創業者の名を冠し通称で「シュガー・タワー」と呼ばれているブレントウッドのビル

アムストラッド（Amstrad ）はイングランド、エセックスのブレントウッド（Brentwood）にあるエレクトロニクス企業。1968年、アラン・シュガーが創立。名称は Alan Michael Sugar Trading を短縮したもの。1980年、ロンドン証券取引所に上場。1980年代後半には、ヨーロッパのコンピュータ市場で25%のシェアを誇った。2007年にBスカイB（現在のスカイ）により買収され、現在はスカイ傘下で、デジタル衛星放送用セットトップボックスを主に製造している。

## 歴史

### 1960年代から1970年代
アムストラッドは、現在も会長兼CEOを務めているアラン・シュガーが1968年に創業した。1970年代を通して、低価格のテレビ、カーステレオの製造で業界をリードした。低価格の秘訣はカバー成形技術で、他社は真空成形だったのに対し、射出成形技術を持っていた。アムストラッドはさらにアンプやチューナーも製造していった。

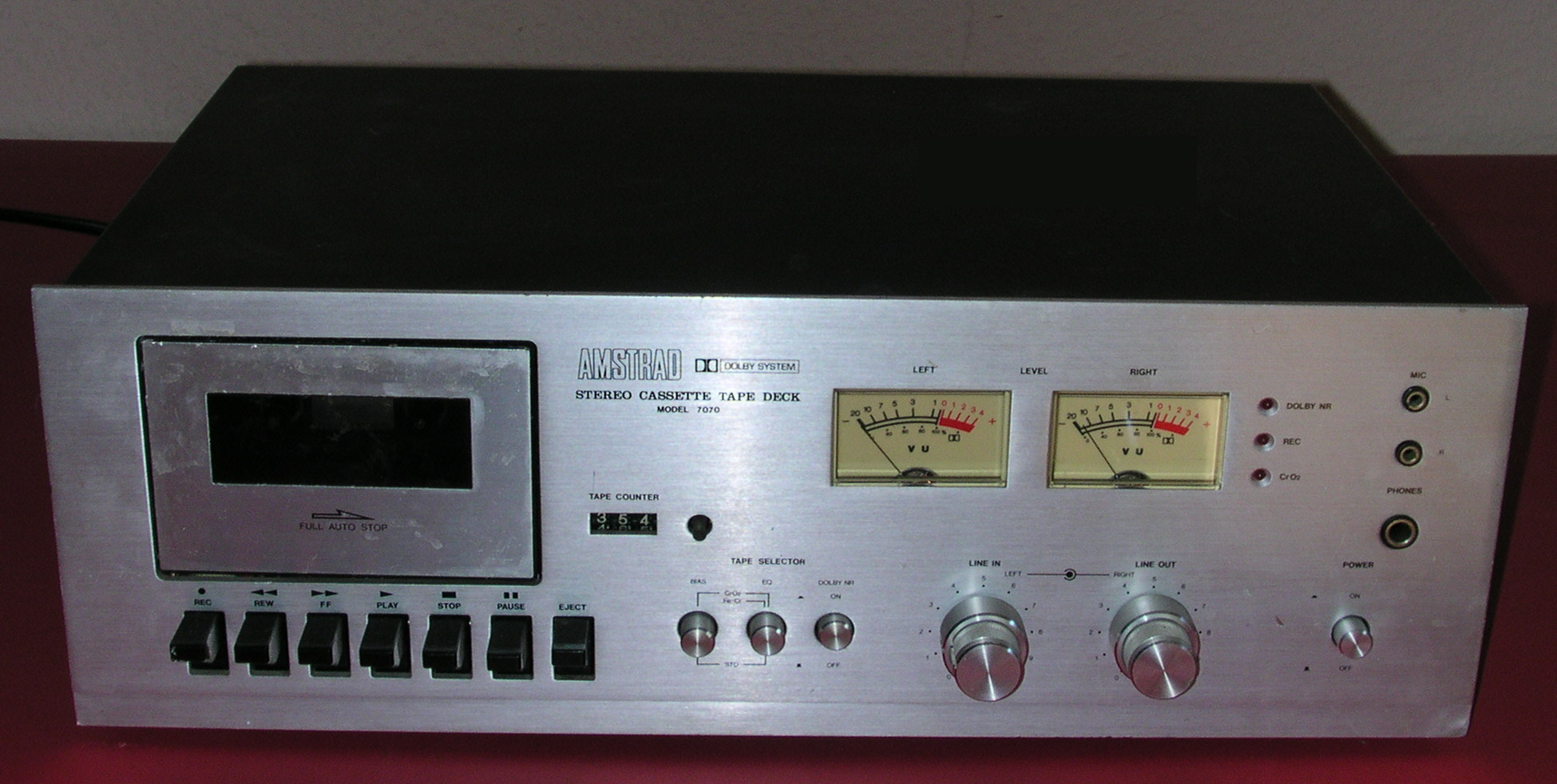
Amstrad 7070 テープデッキ
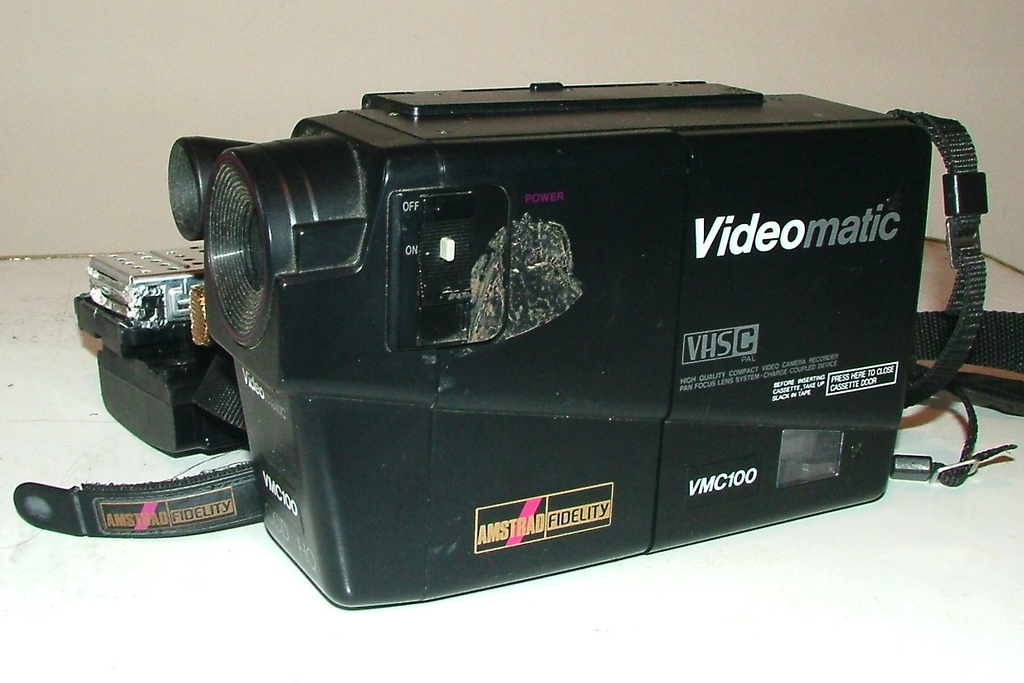
Amstrad VMC100 ビデオカメラ（1988年）

### 1980年代

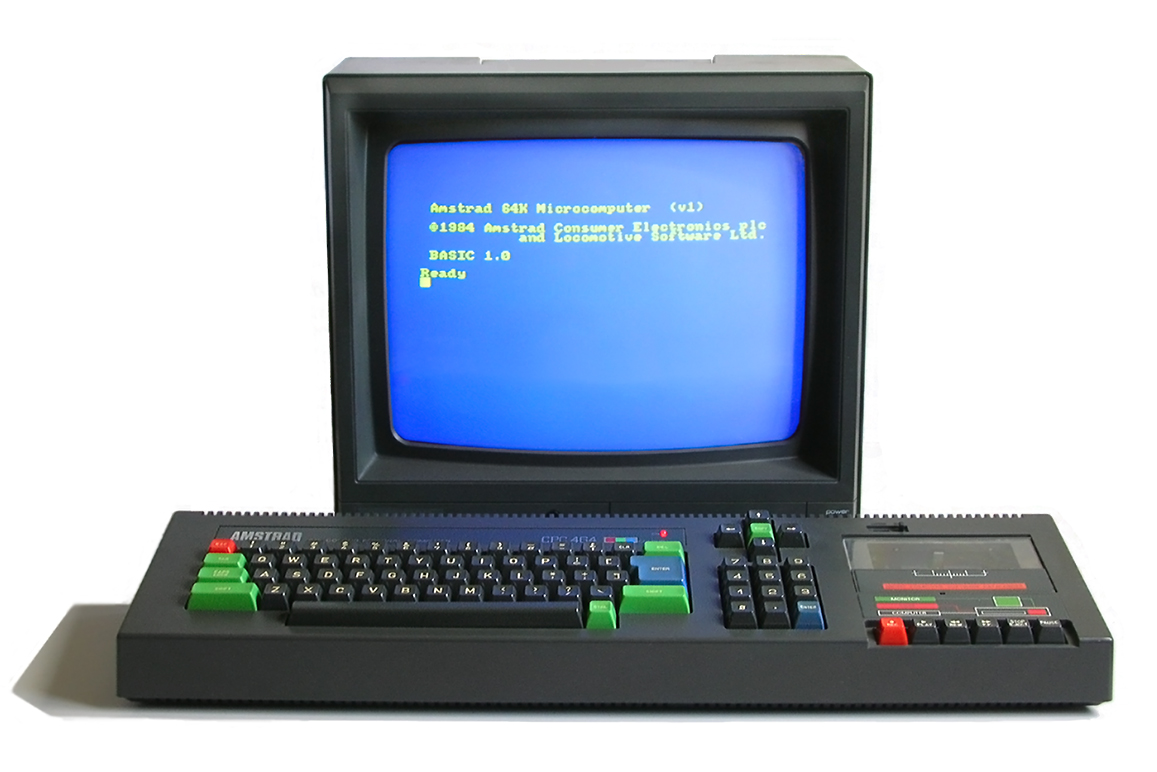
Amstrad CPC 464 コンピュータ

1980年、ロンドン証券取引所に上場を果たし、急速に成長していった。
1984年、コモドールやシンクレアを相手にホームコンピューター市場で戦うべく、Amstrad CPCの初号機Amstrad CPC 464を発売。同機はイギリスだけでなく、ヨーロッパではフランス、ドイツ、スペイン、イタリアで販売されヨーロッパ市場で200万台売れ、成功した製品となり、英語圏ではオーストラリア、ニュージーランドでも販売された。
翌1985年にはCPC 664とCPC 6128が発売された。
1985年、CP/M搭載のワードプロセッサ Amstard PCWシリーズを発売。
1986年4月7日、アムストラッドは、シンクレアのコンピュータ製品の製造・販売権、およびコンピュータ関連のブランド名と知的財産権を買い取った。これには ZX Spectrum も含まれ、総額で500万ポンドだった。この契約にはシンクレアのコンピュータ製品の在庫も含まれ、その在庫の販売だけでアムストラッドは500万ポンド以上の売り上げを手に入れている。

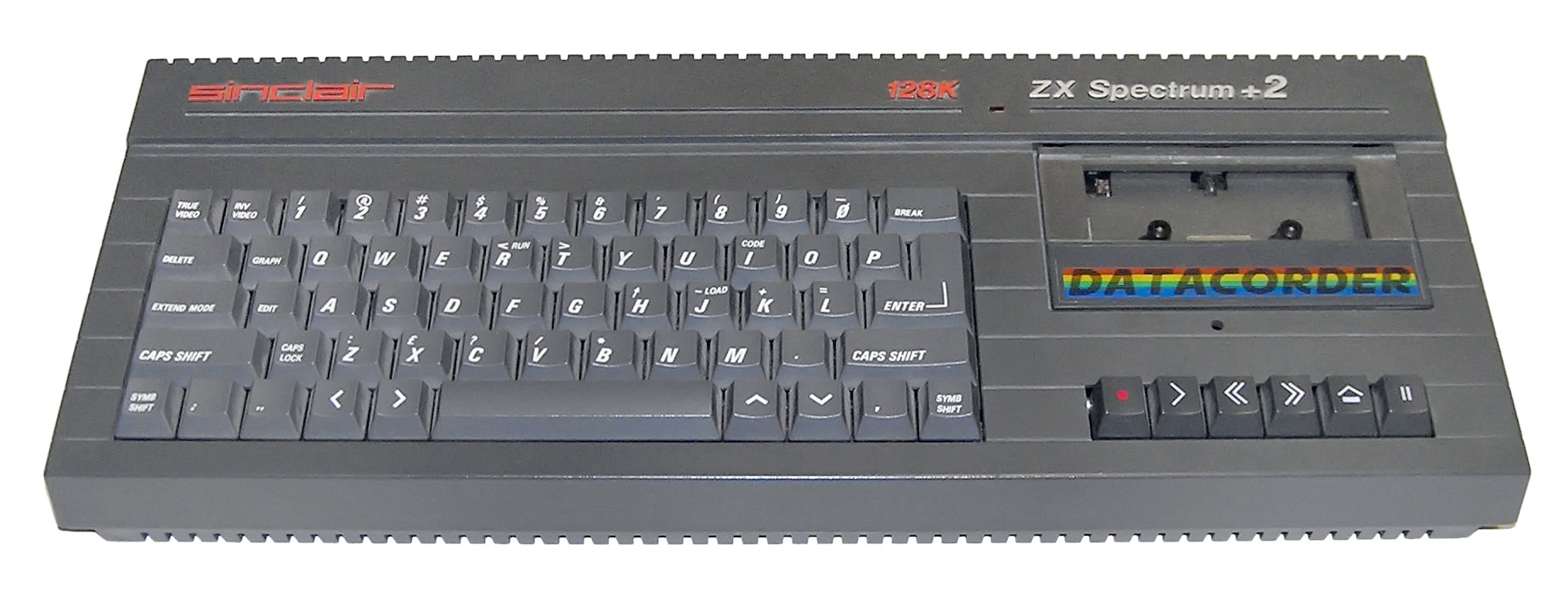
ZX Spectrum +2。アムストラッドが同シリーズを買い取って初の新製品

アムストラッドは1986年に、ZX Spectrum 128をベースにカセットドライブを内蔵したZX Spectrum +2、1987年には3インチのフロッピーディスクドライブを内蔵したZX Spectrum +3を発売した。
同社は1986年、PC1512 でPC/AT互換機市場にも進出した。これにより、同社はヨーロッパのコンピュータ市場で25%のシェアを獲得するに至った。1987年、ワープロ専用機のAmstrad PCW 8512を発売、1988年には可搬型のパーソナルコンピュータPPC 512を発売した。また、シンクレアブランドのPC/AT互換機も発売している。

### 1990年代

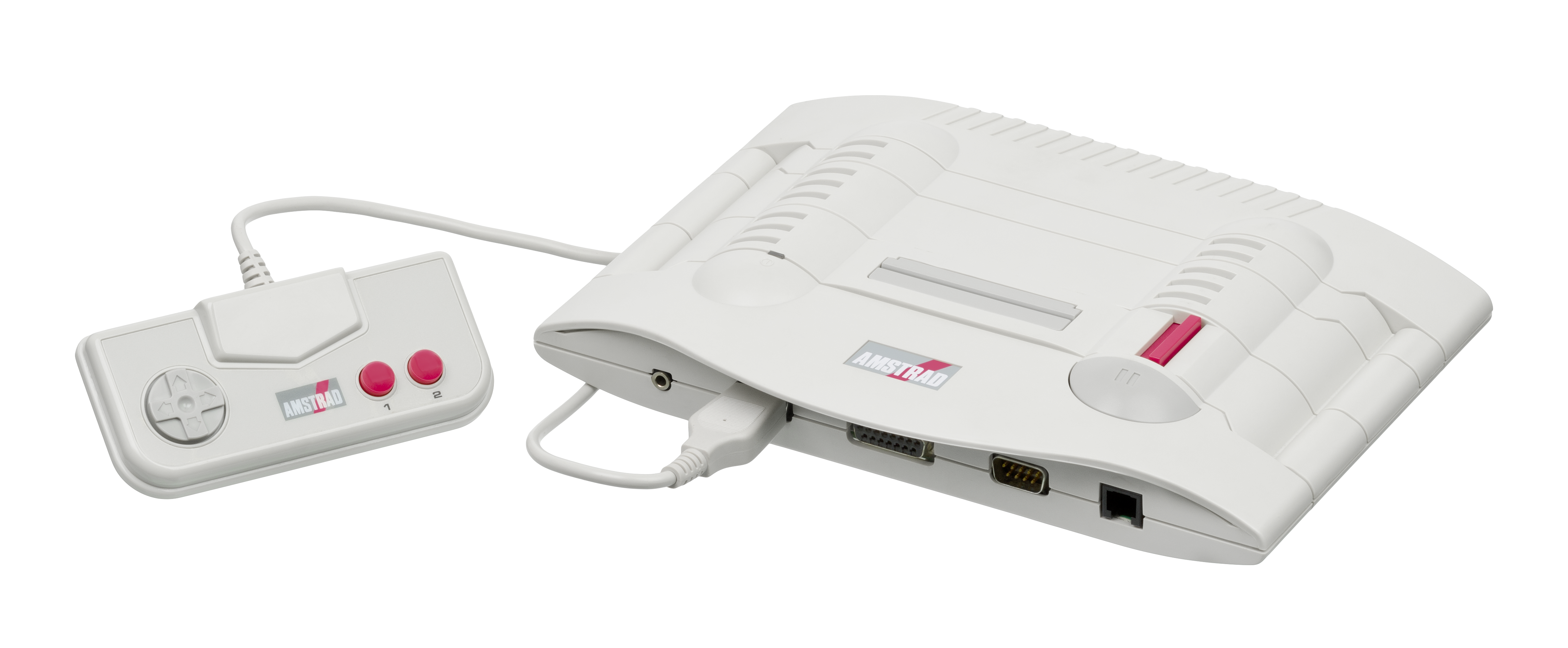
GX4000

1990年代に入ると、同社はラップトップやノートパソコンに注力するようになる。1990年、ゲーム機 GX4000 を発売。しかし、同時期に発売されたメガドライブやスーパーファミコンが16ビットだったのに対して、GX4000 は8ビットCPUで非力なので成功しなかった。

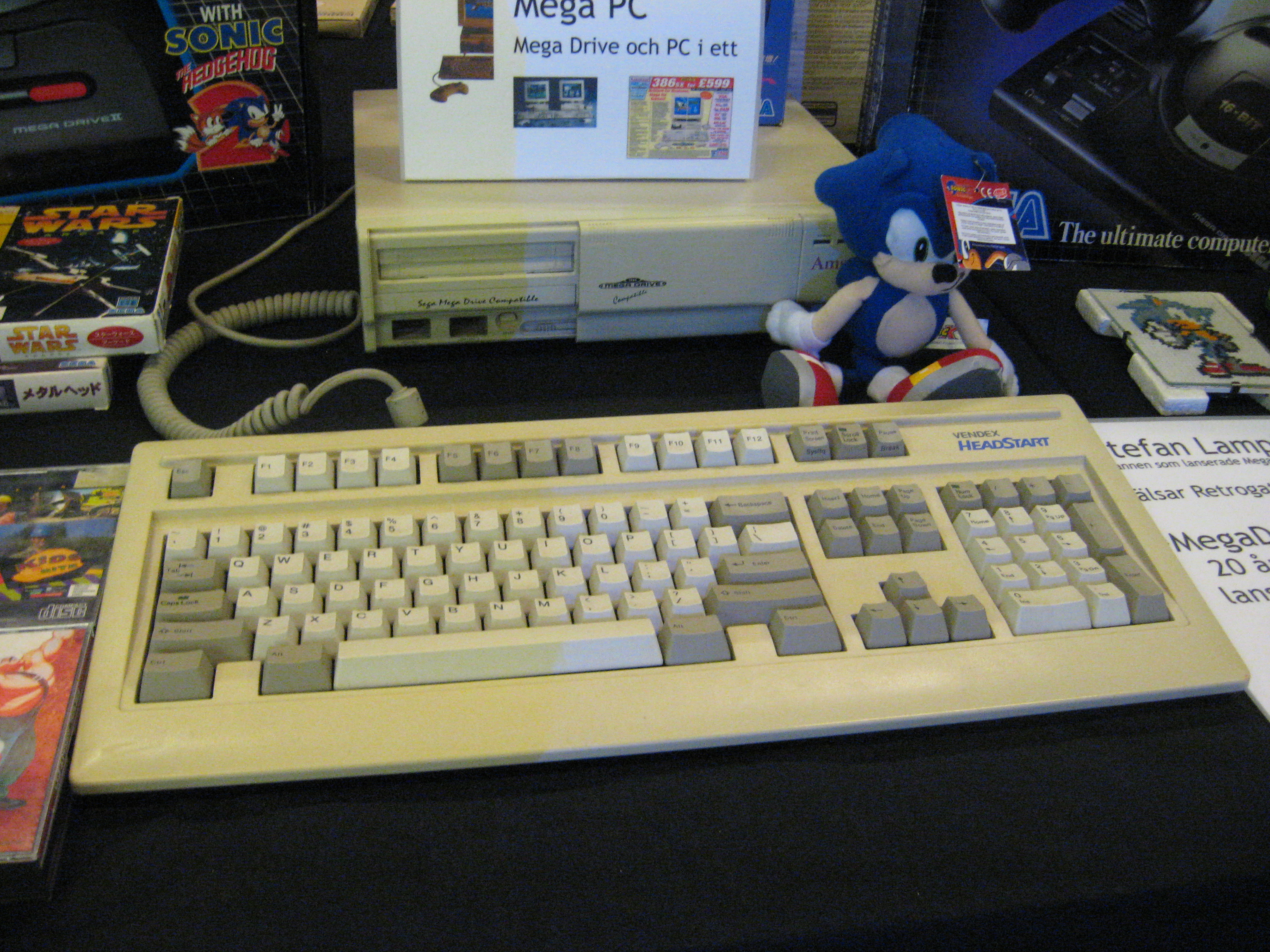
Amstrad Mega PC

1993年、アムストラッドはゲーム市場に再び挑戦するためにセガからテラドライブに類似したシステムの製造ライセンスを受けAmstrad Mega PCを発売した。これは簡単にいうとセガのメガドライブのメカニズムとIBM-PC互換機を合体・融合させたようなコンピュータであり、インテル32ビットCPU80386SX（25 MHz）とモトローラの68000（7.14 MHz）を搭載しているものであり、メガドライブのISAカード・コントローラ・ジョイスティックなどをそなえたものである。発売直後こそは売れ行き好調だったものの価格が£999.99と高価だったためすぐに失速し失敗に終わっている (セガのテラドライブのほうが大量製造されておりそちらが市場に出回った。Mega PCの価格は後に£599に下げられたがそのころには時代遅れになっていた)。
同年、Apple Newtonに良く似た携帯情報端末 PenPad をニュートン発売の一週間前に発売した。しかし、使い勝手や機能に問題があり、これも失敗に終わっている。
1990年代前半、アムストラッドはBetacom、Dancall Telecom、Viglen、Dataflex Design Communicationと相次いで通信機器企業を買収し、コンピュータから通信機器に事業の主軸を移していった。イギリスの衛星放送事業者 BスカイB には1989年の開業当初からセットトップボックスなどを供給していた。BスカイBからみれば、セットトップボックスとアンテナの供給業者はアムストラッドだけであり、同社は重要な位置を占めていた。
1997年、アムストラッドはViglenとBetacomに分裂し、Betacomが アムストラッドに改称した。同年、オーストラリアの放送事業者Foxtelにセットトップボックスを供給し、2004年にはイタリアの放送事業者Sky Italiaにも提供している。2000年、電話に電子メール機能を追加した機器e-mailerをリリース。その後、後継としてe-m@ilerplus（2002年）、E3 Videophone（2004年）を発売した。2007年7月31日、BスカイBとアムストラッドは、1億2500万ポンドでBスカイBがアムストラッドを買収することで合意したと発表した。
アムストラッドは創業当時から現在まで、ステレオ、テレビ、ビデオテープレコーダー、DVDプレイヤーといった家電機器を製造販売している。最近では、オーディオアニマトロニクスの製造も手がけている。
アメリカでのアプレンティスという番組の成功を受けて、イギリス版も制作されたが、アラン・シュガーがアメリカ版でドナルド・トランプの果たした役割を演じた。

### 2007年: BスカイBによる買収
2007年7月、BスカイBはアムストラッドを1億2500万ポンドで買収した。この買収額は時価総額の23.7%増しだった。以前からBスカイBはアムストラッドの主な顧客であり、売り上げの75%はBスカイB向けセットトップボックスで占められていた。BスカイBへの機器提供は1988年に始まり、その結びつきは徐々に強まっていた。

## 主なコンピュータ製品

### ホームコンピュータ
- CPC464（1984年） - 64 KB RAM、カセットドライブ装備
- CPC472（1984年） - CPC464のRAMを72KBにしたバージョン
- CPC664（1984年） - 3インチFDD内蔵
- CPC6128（1984年） - 3インチFDD、128KB RAM
- 464 Plus（1990年） - CPC464の後継（グラフィックスとサウンドを強化）
- 6128 Plus（1990年） - CPC6128の後継（グラフィックスとサウンドを強化）
- GX4000（1990年） - 464 Plus をベースとしたゲーム機
- Sinclair ZX Spectrum +2（1986年） - ZX Spectrum 128 にカセットドライブを内蔵
- Sinclair ZX Spectrum +3（1987年） - ZX Spectrum +2 のカセットドライブを3インチFDDに置換

### ワープロ機

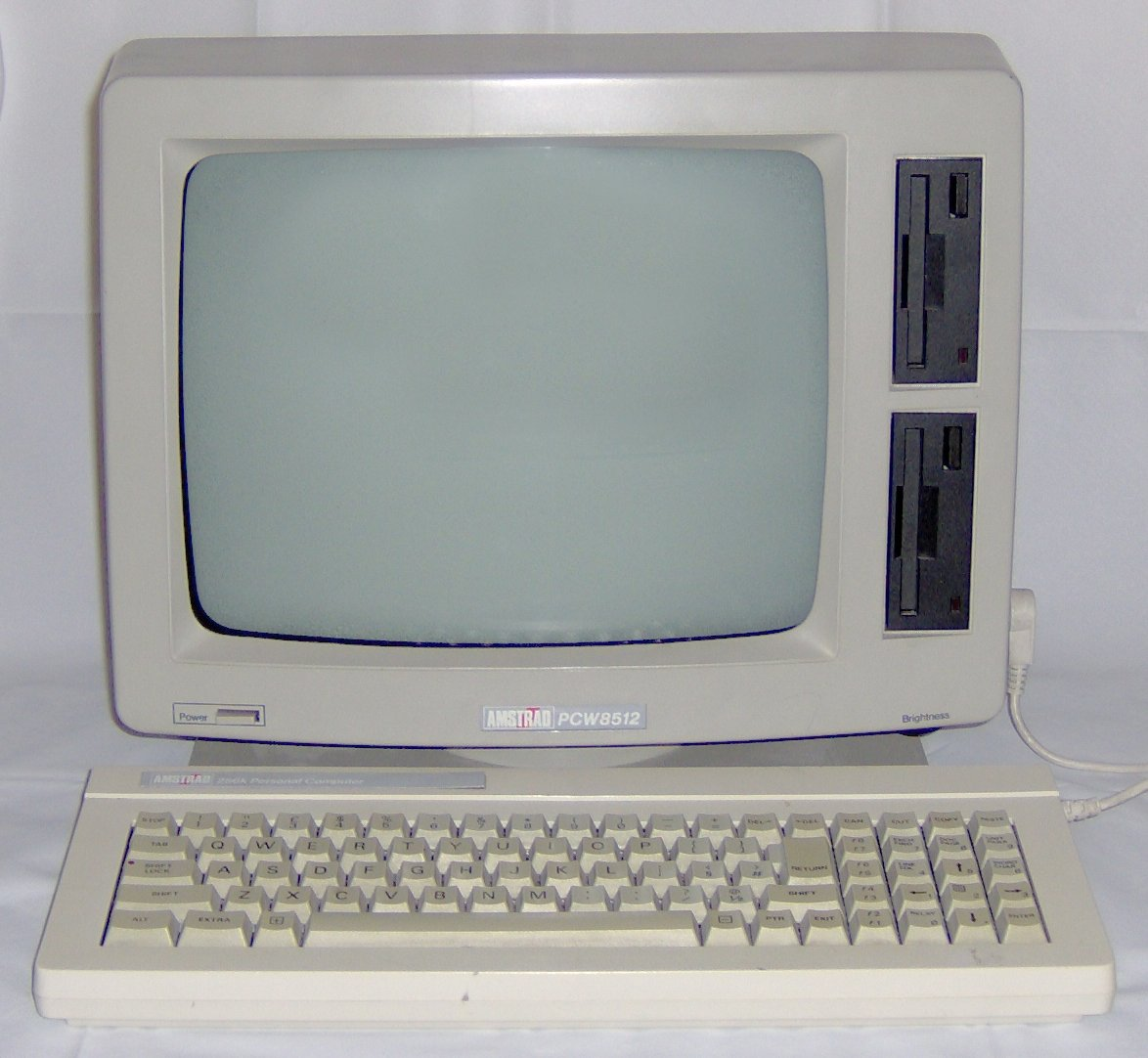
ワープロ機のAmstrad PCW512

- PCW8256（1985年） - Z80（3.5MHz）、256KB RAM、3インチFDD、ドットマトリクスプリンタ、グリーンディスプレイ
- PCW8512（1985年） - PCW8256のRAMを512KBに拡張し、FDDを2台にしたバージョン
- PCW9512（1987年） - Z80（3.5MHz）、512KB RAM、3インチFDD1台または2台、デイジーホイールプリンタ、ペーパーホワイトディスプレイ
- PcW9256（1991年） - Z80（3.5MHz）、256KB RAM、3.5インチFDD1台、ドットマトリクスプリンタ、ペーパーホワイトディスプレイ
- PcW9512+（1991年） - PCW9512のFDDを3.5インチに置換したバージョン
- PcW10（1993年） - PcW9256のRAMを512KBとし、パラレルポートを装備
- PcW16（1996年） - Z80（16MHz）、3.5インチFDD、過去のシリーズとは互換性がない。

### 可搬型
- NC100（1992年） - Z80、64KB RAM、80×8文字表示LCD
- NC200（1993年） - Z80、128KB RAM、角度調整可能な80×16文字表示LCD、3.5インチFDD

### PC互換機
- PC1512（1986年） - Intel 8086（8MHz）、512KB RAM、CGA、アメリカではPC1520として販売
- PC1640 - Intel 8086（8MHz）、640KB RAM、MDA/Hercules/CGA/EGA、アメリカではPC6400として販売
- PPC512 - V30、512KB RAM、可搬型でバックライトなしのLCD装備、3.5インチFDD
- PPC640 - V30、640KB RAM、可搬型でバックライトなしのLCD装備、3.5インチFDD、モデム内蔵
- PC1386 - Intel 80386SX（20MHz）、1MB RAM
- PC2086（1989年） - Intel 8086（8MHz）、640KB RAM、VGA
- PC2286（1989年） - Intel 80286（12.5MHz）、1MB RAM、VGA
- PC2386（1989年） - Intel 80386SX（20MHz）、4MB RAM、VGA

内蔵のシーゲイト製HDDに問題があり、ウェスタン・デジタル製HDDに交換された。アムストラッドはこの件で訴えられ、信用を失った。
- PC3086 - 8086（8MHz）、640KB RAM
- PC3286 - 80286（16MHz）、1MB RAM
- PC3386SX - 80386SX（20MHz)、1MB RAM
- PC4386SX - 80386SX（20MHz)、4MB RAM
- PC5086 - 8086（8MHz）、640KB RAM
- PC5286 - 80286（16MHz)、1MB RAM
- PC5386SX（1991年） - 80386SX（20MHz）、2MB RAM、VGA
- PC9486 - 80486SX（25MHz/33MHz）
- PC9555i - Pentium（120MHz）

- ALT286 - ラップトップ、80286（16MHz）、1MB RAM
- ALT386SX - ラップトップ、80386SX（16MHz）、1MB RAM
- ACL386SX - ラップトップ、80386SX（20MHz）、1MB RAM、カラーTFT LCD
- ANB386SX - ノート、80386SX、1MB RAM

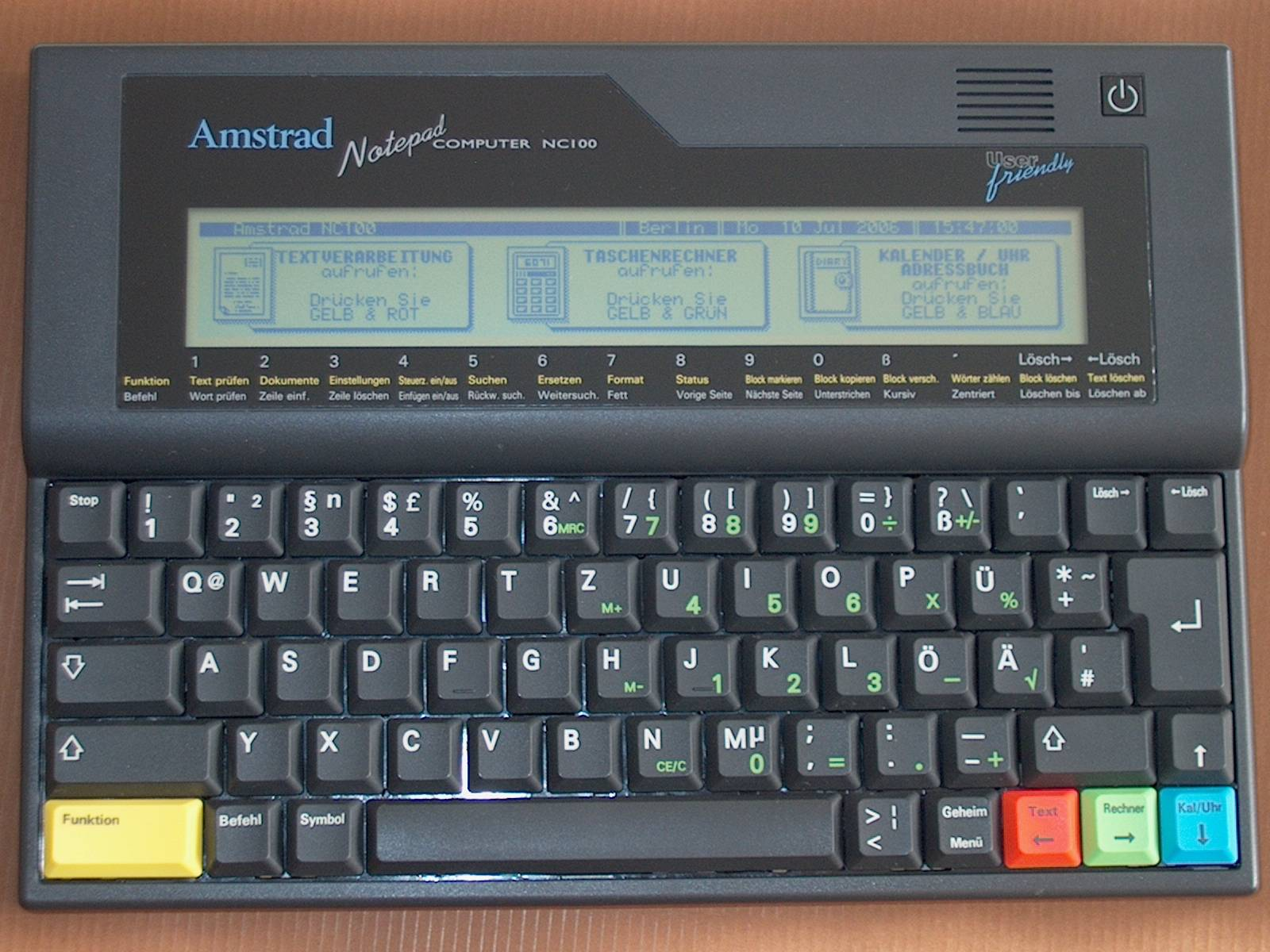
Amstrad NC100
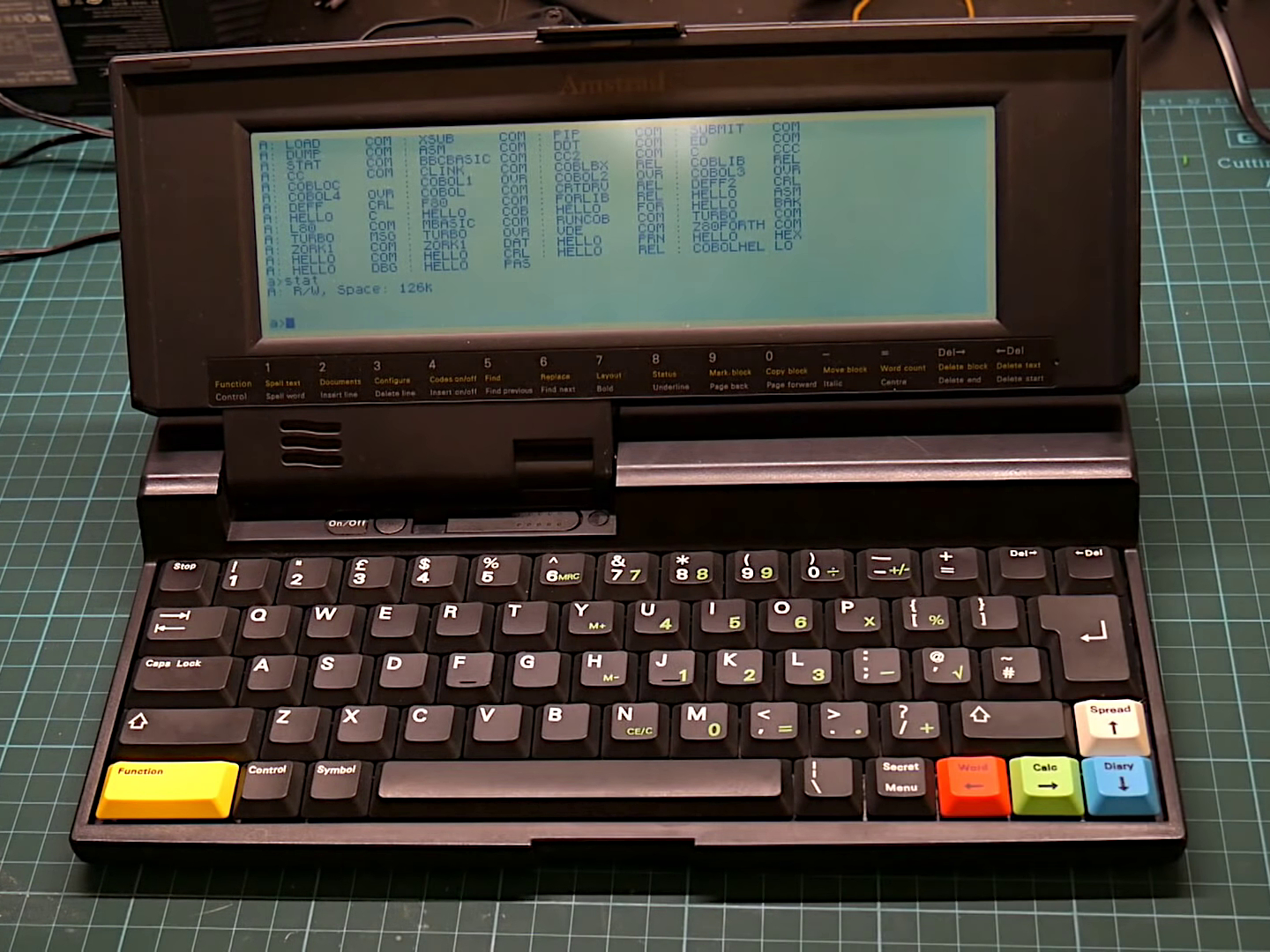
Amstrad NC200
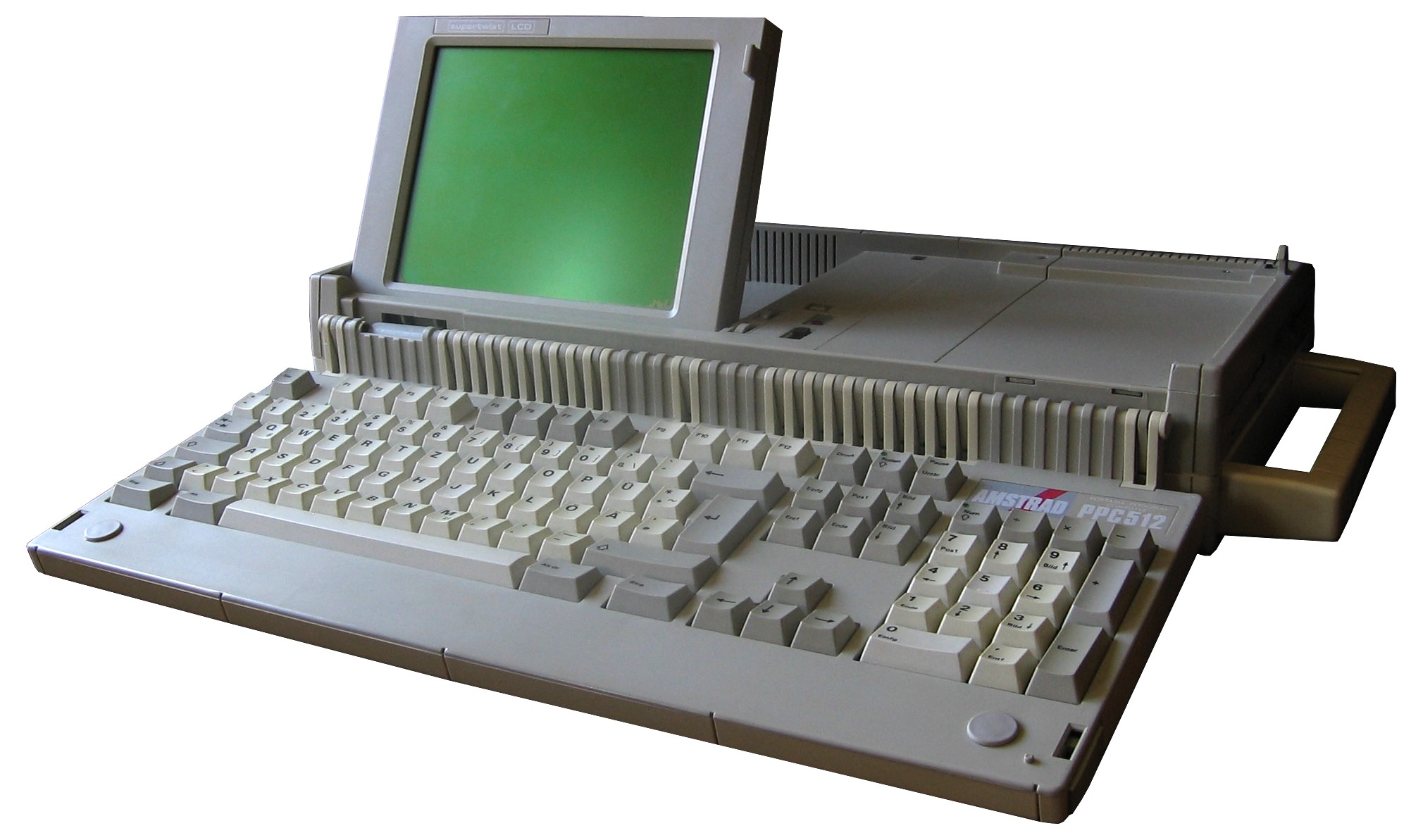
Amstrad PPC512
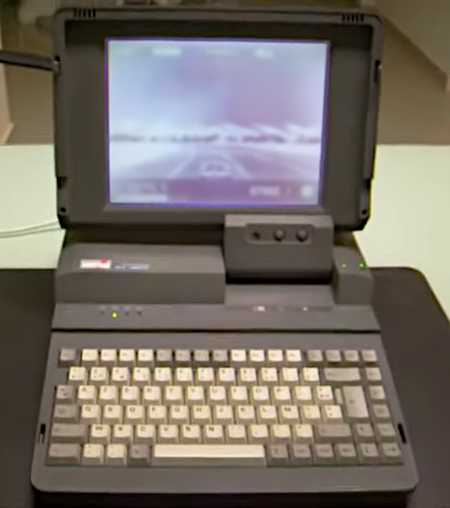
Amstrad ALT-386SX
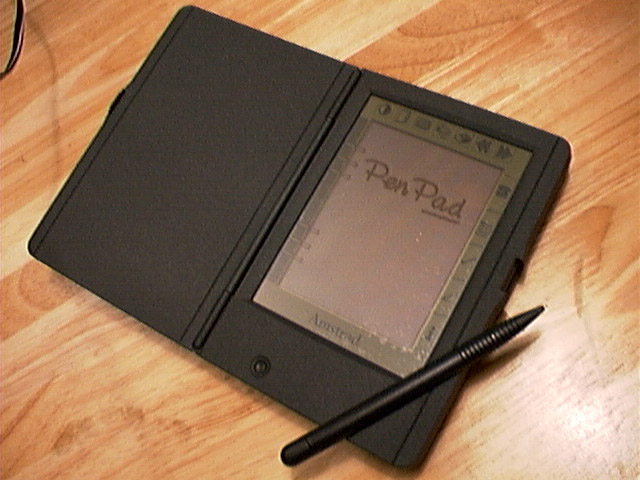
Amstrad PenPad PDA600
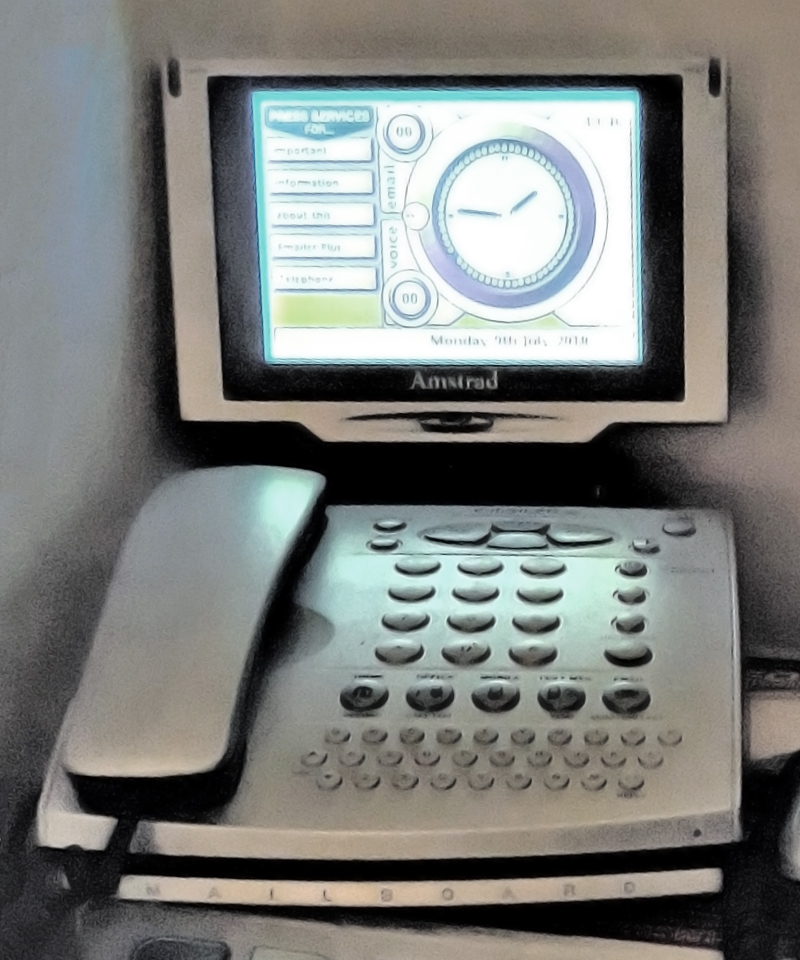
Amstrad E-mailer Plus